# Marchiennes-Campagne
Marchiennes-Campagne is een plaats in de Franse Noorderdepartement. Het vormt het noordelijke deel van de gemeente Rieulay.
Marchiennes-Campagne ligt op de rechteroever van de Scarpe, ten zuiden van de stad Marchiennes op de linkeroever. Op het eind van het ancien régime werd Marchiennes-Campagne een gemeente, waarvan het dorpscentrum tegen dat van Rieulay aan lag. In 1946 werd de gemeente opgeheven en bij Rieulay gevoegd. De gemeente telde toen zo'n 500 inwoners.